# 一上
一上（いちのかみ）とは、筆頭の公卿を意味する一ノ上卿（いちの しょうけい）を略した語で、通常は左大臣のことを指した。

## 概要
天皇の師傅（しふ）である太政大臣と天皇の代理である摂政関白を除いた公卿の中で最高の地位にある大臣がこれを務めた。すなわち、通常は左大臣が務めるが、もし左大臣が欠員もしくは一上の資格がない摂政関白を兼ねる場合には右大臣が、それも不可能な場合には内大臣が任じられることになっていた。ごく稀に大納言が務めた例もある。一上は蔵人別当を兼務して蔵人頭以下の蔵人を指揮し、陰陽寮別当が置かれた場合にはこれも兼務した。
一上任命の際には「一上宣旨」と呼ばれる勅宣が出されるのが通例だったが、一上の左大臣が摂政関白に就任することで一上を退く場合には、自ら後継の一上を指名する場合もあった。特異な例として、左大臣藤原道長が摂政就任によって一上を退く際に、当面の間は大臣以下大納言以上の7人の公卿のうちその日最も早く出勤した者がその日の一上職務を行うこととしたことがあったが、これは右大臣藤原顕光と内大臣藤原公季が高齢で老耄の気があることを道長が危惧したための対策だった（『小右記』長和5年3月16日条）。久安3年（1147年）には左右両大臣の不在によって一上となった若輩の内大臣藤原頼長が、大いに政務の再興を図って兄の摂政藤原忠通を圧倒している。